# In Stars and Time
In Stars and Time — це рольова відеогра 2023 року, розроблена insertdisc5 і видана Armor Games Studios . Гравець керує групою шукачів пригод, один з яких застряг у часовій петлі .

## Геймплей
Після довгої подорожі група шукачів пригод нарешті прибуває до замку Короля, колишнього Будинку Змін, де багато людей сповідували релігію країни. Король наклав потужне прокляття, яке почало повільно заморожувати всю країну в часі. Гравець вперше бере на себе контроль над Сіффріном у маленькому містечку Дормонт за день до того, як група ввійде до королівського замку. Наступного дня група входить до замку, і Сіффріна вбиває пастка, повертаючи їх до попереднього дня. Гравець керує Сіффріном, поки він намагається провести групу через замок, щоб перемогти Короля. Гравець може скористатися здатністю циклювати в часі, щоб вирішити різноманітні проблеми, як-от пастки та пошук прихованих предметів. У грі використовується покрокова бойова система, схожа на систему EarthBound або Omori . Гравець може використовувати різні ремесла (магію), щоб боротися з безліччю Смутку, які є головними ворогами гри. Група також може використовувати спеціальні джекпот-атаки, щоб завдати великої шкоди та зцілити групу після достатньої кількості атак одного типу. Графіка чорно-біла та використовує мальований художній стиль.

## Розробка
Armor Games Studios випустила In Stars and Time 20 листопада 2023 року.

## Відгуки
In Stars and Time отримав позитивні відгуки на Metacritic . RPGFan похвалив персонажів, історію, бої та геймплей, хоча вони сказали, що часові петлі можуть зробити це повторюваним і лінійним. TechRadar назвав його «неможливим» і похвалив світобудову, персонажів та історію. Вони сказали, що цикли не здаються занадто повторюваними, але вони знайшли деякі з обов'язкових зворотних стежок стомлюючими. Описуючи його як красивий і дивний, Nintendo Life вважала In Stars and Time складним, але рекомендувала його шанувальникам Undertale і EarthBound . Незважаючи на те, що вони високо оцінили персонажів і унікальність In Stars and Time, Nintendo World Report розкритикувала ігрову механіку за те, що вона мала, на їхню думку, дивну систему прогресу, занадто багато повторень і довгі діалоги, які з'являлися в непотрібних моментах.
Гра отримала почесну згадку як за нагороду Нуово, так і за головний приз Сеумаса Макнеллі на Independent Games Festival Awards 2024.